# Atari Cosmos
Der Atari Cosmos ist eine nicht veröffentlichte Handheld-Konsole der Firma Atari. Die Spiele, die für das System veröffentlicht werden sollten, waren allesamt Ports der Spiele ihres Atari VCS.

## Technik
Das Alleinstellungsmerkmal der Konsole war die holografische Darstellung der Spiele, die eine Art 3D-Effekt erzeugte. Genauso wie andere Handheld-Spiele aus dieser Zeit nutze auch der Cosmos LEDs, um die Spielszenen darzustellen. Lediglich eine zweischichtige Holografie-Folie erzeugte den räumlichen Effekt. Als CPU sollte der COPS411-Prozessor verwendet werden. Das System sollte nicht über Batterien betrieben werden, sondern mit einem entsprechenden Netzteil ausgeliefert werden. Mit dem Cosmos konnten bis zu zwei Spieler gleichzeitig spielen.

## Geschichte
Der Cosmos wurde im Zeitraum von 1978 bis 1981 von den Atari-Mitarbeitern Allan Alcorn, Harry Jenkins und Roger Hector entwickelt. Das Gerät wurde nie veröffentlicht und gehört heute zu den seltensten Atari-Produkten der Welt. Nur fünf Geräte des Cosmos sind bis heute erhalten geblieben: Drei davon bestehen lediglich aus der Außenhülle des Gerätes, zwei davon sind voll funktionstüchtig. Eine Geräteaußenhülle und ein funktionstüchtiges Gerät sind im Besitz des Atari History Museum, das andere noch funktionierende Gerät gehört einem ehemaligen Mitarbeiter von Atari.
Im Jahre 1981 wurde die Produktion eingestellt und es wurde beschlossen, das Spiel nicht auf den Markt zu bringen.

## Spiele (unveröffentlicht)
- Asteroids
- Basketball
- Dodge 'Em
- Football
- Outlaw
- Road Runner
- Sea Battle
- Space Invaders
- Superman